# Kom igen, Charlie
Kom igen, Charlie (originaltitel: The Foreigner) är en komedipjäs skriven av Larry Shue som hade premiär 1984. Det spelades ursprungligen på Astor Place Theatre i New York, med total 686 föreställningar.
I Sverige har pjäsen spelats under olika titlar, bland annat Främlingen, Panget, Bettys Pensionat och Kom igen, Charlie! Pjäsen blev en stor publiksuccé på Boulevardteatern i Stockholm 1988 där den spelades 230 gånger med Nils Moritz som Charlie och Johan Ulveson som Ellard. På Folkteatern i Göteborg gavs den 1994 med Evert Lindkvist som Charlie. Även Östgötateatern, stadsteatrarna i Örebro, Borås, Bohusläns teater och Helsingborg har spelat den. 2014 gjordes den på Oscarsteatern i regi av Peter Dalle och sommaren 2015 gjordes den på Marsvinsholmsteatern i regi av Aksel Morisse.

## Handling
Huvudpersonen Charlie är deprimerad eftersom hans fru ligger på sjukhus, och vill därför inte prata med någon. Hans militärvän Froggy lämnar honom på ett litet förfallet pensionat i Georgia i den amerikanska Södern. För att slippa prata lurar Charlie sin omgivning genom att spela utlänning som inte förstår ett ord av språket. Detta gör honom väldigt spännande och intressant för pensionatets ägare, Betty, som aldrig har varit utomlands. På pensionatet bor även Catherine och hennes lätt utvecklingsstörde bror Ellard. De två är arvtagare, men Ellard har rätt till halva arvet endast om hans syster anser honom vara intelligent nog.
Eftersom Charlie antas inte förstå ett ord av vad de andra säger blir han vittne till flera hemligheter och intriger. Catherines fästman, pastor David, vill gärna att Ellard framstår som oförmögen att ta hand om sig själv så att Catherine får hela arvet. Med de pengarna vill han köpa pensionatet och göra det till möteslokal för Ku Klux Klan. Han konspirerar med en annan KKK-medlem, countyts fastighetsinspektör Owen, för att döma ut fastigheten och få ner priset på den.
Samtidigt växer en vänskap fram mellan Charlie och Ellard, som försöker att lära Charlie språket. Charlie "lär" sig väldigt snabbt och kan till slut sätta käppar i hjulen för Davids och Owens planer. Owen hotar Charlie till livet och åker i väg för att hämta fler KKK-medlemmar. David följer efter. När de kommer tillbaka har Charlie tillsammans med Betty, Catherine och Ellard gjort en plan. De lyckas knocka en av KKK-medlemmarna och skrämma bort resten. Den medvetslösa KKK-medlemmen visar sig vara David, och han erkänner att han bara hade tänkt gifta sig med Catherine för pengarna. Froggy återvänder, spränger Davids vapenfyllda van och levererar ett telegram till Charlie.

## Roller
- Charlie Baker - deprimerad korrekturläsare vars promiskuösa hustru ligger på sjukhus
- "Froggy" LeSueur - översergeant i den brittiska armén med expertis inom sprängning
- Betty Meeks - änka som äger pensionatet där pjäsen utspelar sig
- David Marshall Lee - pastor, förlovad med Catherine
- Catherine Simms - ung, vacker kvinna med ett stort arv
- Ellard Simms - Catherines något utvecklingsstörde bror
- Owen Musser - fastighetsinspektör, vidskeplig och farlig rasist